# Filigorgia sanguinolenta
Filigorgia sanguinolenta is een zachte koraalsoort uit de familie Gorgoniidae. De koraalsoort komt uit het geslacht Filigorgia. Filigorgia sanguinolenta werd in 1766 voor het eerst wetenschappelijk beschreven door Pallas. 